# Dobříkov
Dobříkov (en allemand : Dobschikau) est une commune du district d'Ústí nad Orlicí, dans la région de Pardubice, en République tchèque. Sa population s'élevait à 586 habitants en 2024.

## Géographie
Dobříkov se trouve à 7 km à l'ouest de Choceň, à 20 km à l'ouest d'Ústí nad Orlicí, à 26 km à l'est de Pardubice et à 122 km à l'est de Prague.
La commune est limitée par Horní Jelení au nord, par Újezd u Chocně au nord et au nord-est, par Sruby à l'est, par Slatina et Zámrsk au sud, et par Týnišťko à l'ouest.

## Histoire
La première mention écrite de la localité date de 1356.

## Administration
La commune se compose de deux sections :
- Dobříkov
- Rzy

## Galerie

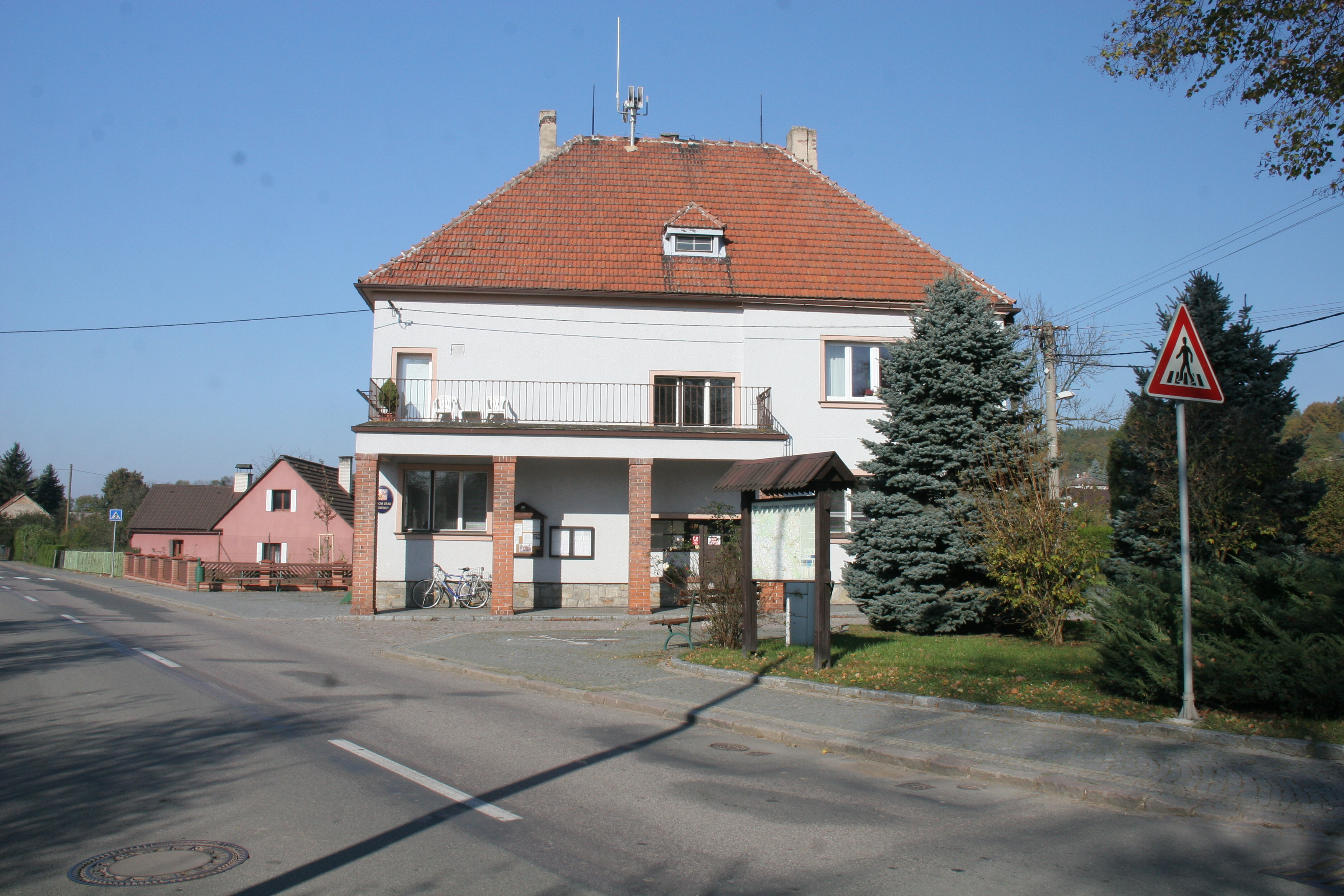
Dobříkov : la mairie.
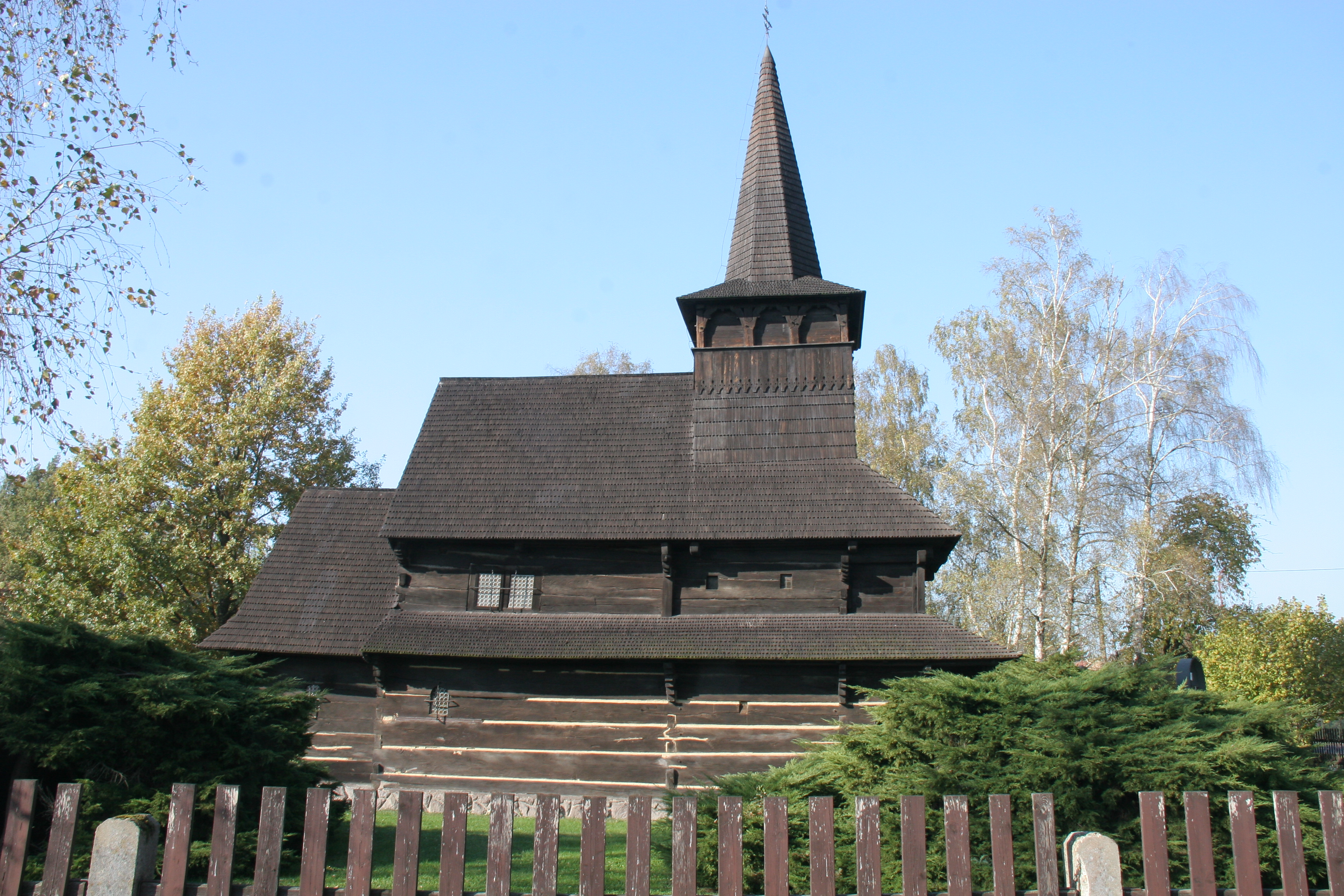
Église orthodoxe en bois.

## Transports
Par la route, Dobříkov se trouve à 8 km de Choceň, à 24 km de Ústí nad Orlicí, à 30 km de Pardubice et à 143 km de Prague. 